# Cercle Brugge in het seizoen 2019/20
De Belgische voetbalploeg Cercle Brugge KSV speelde in 2019-2020 het 80e seizoen in de Eerste klasse (A). Vanaf 1900-1901 waren er voor Cercle 120 voetbalseizoenen: de vereniging trad 80 seizoenen aan op het hoogste niveau, 32 seizoenen op een lager niveau en er waren 8 oorlogsseizoenen. Cercle speelde 71,4% van zijn seizoenen op het hoogste niveau. De competitie werd vervroegd stopgezet wegens de coronapandemie. De Pro League besliste op 15 mei 2020 om de competitie als volledig te beschouwen na 29 speeldagen.

## Spelerskern
| No.           | Naam                       | Nationaliteit         | Geboortedatum | Vorige club       |
| ------------- | -------------------------- | --------------------- | ------------- | ----------------- |
| Keepers       |                            |                       |               |                   |
| 1             | Guillaume Hubert           | België                | 11/01/1994    | Club Brugge       |
| 16            | Miguel Van Damme           | België                | 25/09/1993    | Eigen jeugd       |
| 21            | Warleson Steillon Oliveira | Brazilië              | 31/08/1996    | Sampaio Corrêa FC |
| 83            | Mouez Hassen               | Tunesië               | 05/02/1998    | OGC Nice          |
| 99            | Lennart Moser              | Duitsland             | 06/12/1999    | Union Berlin      |
| Verdedigers   |                            |                       |               |                   |
| 2             | Vitinho                    | Brazilië              | 23/07/1999    | Cruzeiro EC       |
| 3             | Dimitrios Chatziisaias     | Griekenland           | 21/09/1992    | Çaykur Rizespor   |
| 4             | Jérémy Taravel             | Frankrijk             | 17/04/1987    | AA Gent           |
| 5             | Naomichi Ueda              | Japan                 | 24/10/1994    | Kashima Antlers   |
| 14            | Jonathan Panzo             | Engeland              | 25/10/2000    | AS Monaco         |
| 22            | Kouadio-Yves Dabila        | Ivoorkust             | 01/01/1997    | Lille OSC         |
| 32            | Arne Cassaert              | België                | 20/11/2000    | Eigen jeugd       |
| 35            | Dimitar Velkovski          | Bulgarije             | 22/01/1995    | Slavia Sofia      |
| 41            | Giulian Biancone           | Frankrijk             | 31/03/2000    | AS Monaco         |
| Middenvelders |                            |                       |               |                   |
| 6             | Aldom Deuro                | Mali                  | 20/12/2000    | Eigen jeugd       |
| 8             | Stef Peeters               | België                | 09/02/1992    | SM Caen           |
| 15            | Johanna Omolo              | Kenia                 | 31/07/1989    | Antwerp FC        |
| 18            | Lassana Coulibaly          | Mali                  | 10/04/1986    | Angers SCO        |
| 20            | Kévin Hoggas               | Frankrijk             | 16/11/1991    | Bourg-en-Bresse   |
| 23            | Isaac Christie-Davies      | Wales                 | 18/10/1997    | Liverpool FC      |
| 26            | Calvin Dekuyper            | België                | 24/02/2000    | Eigen jeugd       |
| 30            | Godfred Donsah             | Ghana                 | 07/06/1996    | Bologna FC        |
| 34            | Thibo Somers               | België                | 16/03/1999    | Eigen jeugd       |
| Aanvallers    |                            |                       |               |                   |
| 7             | Kylian Hazard              | België                | 5/08/1995     | Chelsea FC        |
| 9             | Dylan De Belder            | België                | 03/04/1992    | Lierse SK         |
| 10            | Dino Hotić                 | Bosnië en Herzegovina | 26/07/1995    | NK Maribor        |
| 13            | Lyle Foster                | Zuid-Afrika           | 03/09/2000    | AS Monaco         |
| 19            | Márton Eppel               | Hongarije             | 20/11/1991    | Kairat Almaty     |
| 28            | Alimami Gory               | Frankrijk             | 30/08/1996    | Le Havre          |

## Technische staf
- Hoofdtrainer :  Bernd Storck
- Hulptrainer:  Andreas Patz
- Keepertrainer :  Dany Verlinden
- Teammanager:  Sven Vandendriessche
- Fysieke coach:  Alexander Storck

## Raad van Bestuur
- Voorzitter:  Vincent Goemaere
- Gedelegeerd bestuurder:  Oleg Petrov
- Bestuurder:  Viacheslav Ivanov
- Bestuurder:  Frans Schotte
- Bestuurder:  Thomas Tousseyn

## Competities

### Reguliere competitie

#### Speeldagen
| Datum      | Speeldag | Thuisploeg       | Bezoekers        | Score | Scoreverloop | Punten |
| ---------- | -------- | ---------------- | ---------------- | ----- | --- | ------ |
| 27-07-2019 | 1        | Cercle Brugge    | Standard Luik    | 0-2   | 0-1 Renaud Emond, 0-2 Anthony Limbombe                                                                            | 0      |
| 03-08-2019 | 2        | KV Oostende      | Cercle Brugge    | 3-1   | 0-1 Idriss Saadi, 1-1 Sindri Guri, 2-1 Idriss Saadi (o.g.), 3-1 Sindri Guri                                       | 0      |
| 10-08-2019 | 3        | Cercle Brugge    | KV Kortrijk      | 1-3   | 1-0 Idriss Saadi, 1-1 Abdul Ajagun, 1-2 Hannes Van der Bruggen, 1-3 Hervé Kage                                    | 0      |
| 17-08-2019 | 4        | KV Mechelen      | Cercle Brugge    | 3-1   | 0-1 Kouadio Yves Dabila, 1-1 William Togui, 2-1 Nikola Storm (pen.), 3-1 Igor de Camargo                          | 0      |
| 24-08-2019 | 5        | Cercle Brugge    | Waasland-Beveren | 1-0   | 1-0 Stef Peeters                                                                                                  | 3      |
| 01-09-2019 | 6        | KAA Gent         | Cercle Brugge    | 3-2   | 1-0 Laurent Depoitre, 1-1 Stef Peeters, 2-1 Jonathan David, 3-1 Jonathan David, 3-2 Stef Peeters                  | 3      |
| 14-09-2019 | 7        | Cercle Brugge    | Club Brugge      | 0-2   | 0-1 Krépin Diatta, 0-2 Dennis                                                                                     | 3      |
| 21-09-2019 | 8        | Antwerp          | Cercle Brugge    | 3-1   | 1-0 Didier Lamkel Zé, 1-1 Dino Arslanagić (o.g.), 2-1 Dieumerci Mbokani, 3-1 Didier Lamkel Zé                     | 3      |
| 28-09-2019 | 9        | Cercle Brugge    | KAS Eupen        | 1-2   | 1-0 Stef Peeters (pen.), 1-1 Danijel Milićević, 1-2 Danijel Milićević                                             | 3      |
| 05-10-2019 | 10       | Zulte Waregem    | Cercle Brugge    | 6-0   | 1-0 Cyle Larin, 2-0 Gianni Bruno, 3-0 Gianni Bruno, 4-0 Jérémy Taravel (o.g.), 5-0 Saido Berahino, 6-0 Cyle Larin | 3      |
| 20-10-2019 | 11       | Cercle Brugge    | Charleroi        | 0-3   | 0-1 Ryota Morioka, 0-2 Massimo Bruno, 0-3 Modou Diagne                                                            | 3      |
| 26-10-2019 | 12       | KRC Genk         | Cercle Brugge    | 1-0   | 1-0 Sébastien Dewaest                                                                                             | 3      |
| 29-10-2019 | 13       | Cercle Brugge    | Excel Moeskroen  | 2-2   | 1-0 Stef Peeters, 1-1 Cedric Omoigui, 2-1 Alimami Gory, 2-2 Dimitri Mohamed (pen.)                                | 4      |
| 03-11-2019 | 14       | Anderlecht       | Cercle Brugge    | 2-1   | 1-0 Kemar Roofe (pen.), 2-0 Alexis Saelemaekers, 2-1 Kévin Hoggas                                                 | 4      |
| 09-11-2019 | 15       | Cercle Brugge    | STVV             | 2-1   | 1-0 Kévin Hoggas, 1-1 Yohan Boli, 2-1 Idriss Saadi                                                                | 7      |
| 23-11-2019 | 16       | Waasland-Beveren | Cercle Brugge    | 1-1   | 1-0 Din Sula, 1-1 Giulian Biancone                                                                                | 8      |
| 01-12-2019 | 17       | Standard Luik    | Cercle Brugge    | 2-1   | 1-0 Selim Amallah, 1-1 Johanna Omolo, 2-1 Felipe Avenatti                                                         | 8      |
| 07-12-2019 | 18       | Cercle Brugge    | KRC Genk         | 1-2   | 0-1 Junya Ito, 1-1 Thibo Somers, 1-2 Sander Berge                                                                 | 8      |
| 14-12-2019 | 19       | Charleroi        | Cercle Brugge    | 3-0   | 1-0 Massimo Bruno, 2-0 Ali Gholizadeh, 3-0 Mamadou Fall                                                           | 8      |
| 21-12-2019 | 20       | Cercle Brugge    | Zulte Waregem    | 2-0   | 1-0 Lyle Foster, 2-0 Alimami Gory                                                                                 | 11     |
| 26-12-2019 | 21       | KV Kortrijk      | Cercle Brugge    | 1-0   | 1-0 Gary Kagelmacher                                                                                              | 11     |
| 19-01-2020 | 22       | Cercle Brugge    | Antwerp          | 1-2   | 1-0 Kévin Hoggas (pen.), 1-1 Lior Refaelov, 1-2 Alexis De Sart                                                    | 11     |
| 26-01-2020 | 23       | Cercle Brugge    | Anderlecht       | 1-2   | 1-0 Kévin Hoggas, 1-1 Francis Amuzu, 1-2 Michel Vlap                                                              | 11     |
| 01-02-2020 | 24       | KAS Eupen        | Cercle Brugge    | 1-0   | 1-0 Andreas Beck                                                                                                  | 11     |
| 08-02-2020 | 25       | Cercle Brugge    | KV Mechelen      | 3-2   | 1-0 Marton Eppel, 2-0 Dino Hotič, 2-1 Jordi Vanlerberghe, 2-2 Joachim Van Damme, 3-2 Stef Peeters                 | 14     |
| 15-02-2020 | 26       | STVV             | Cercle Brugge    | 0-1   | 0-1 Kévin Hoggas                                                                                                  | 17     |
| 22-02-2020 | 27       | Excel Moeskroen  | Cercle Brugge    | 0-1   | 0-1 Dylan De Belder                                                                                               | 20     |
| 01-03-2020 | 28       | Cercle Brugge    | KAA Gent         | 1-0   | 1-0 Kévin Hoggas                                                                                                  | 23     |
| 07-03-2020 | 29       | Club Brugge      | Cercle Brugge    | 2-1   | 1-0 Hans Vanaken, 2-0 Krépin Diatta, 2-1 Kylian Hazard                                                            | 23     |
| 14-03-2020 | 30       | Cercle Brugge    | KV Oostende      |       | Niet gespeeld |        |

#### Overzicht
| Speeldag  | 1 | 2 | 3 | 4 | 5 | 6 | 7 | 8 | 9 | 10 | 11 | 12 | 13 | 14 | 15 | 16 | 17 | 18 | 19 | 20 | 21 | 22 | 23 | 24 | 25 | 26 | 27 | 28 | 29 |
| --------- | - | - | - | - | - | - | - | - | - | -- | -- | -- | -- | -- | -- | -- | -- | -- | -- | -- | -- | -- | -- | -- | -- | -- | -- | -- | -- |
| Resultaat | v | v | v | v | w | v | v | v | v | v  | v  | v  | g  | v  | w  | g  | v  | v  | v  | w  | v  | v  | v  | v  | w  | w  | w  | w  | v  |
| Punten    | 0 | 0 | 0 | 0 | 3 | 3 | 3 | 3 | 3 | 3  | 3  | 3  | 4  | 4  | 7  | 8  | 8  | 8  | 8  | 11 | 11 | 11 | 11 | 11 | 14 | 17 | 20 | 23 | 23 |
| Positie   |   |   |   |   |   |   |   |   |   |    |    |    |    |    |    |    | 16 | 16 | 16 | 16 | 16 | 16 | 16 | 16 | 16 | 16 | 15 | 14 | 14 |

#### Klassement
| Pos | Team               | Wed | W  | G  | V  | Ptn | DV | DT | +/− |                                       |
| --- | ------------------ | --- | -- | -- | -- | --- | -- | -- | --- | ------------------------------------- |
| 1   | Club Brugge        | 29  | 21 | 7  | 1  | 70  | 58 | 14 | +44 | Kampioen, Groepsfase Champions League |
| 2   | KAA Gent           | 29  | 16 | 7  | 6  | 55  | 59 | 34 | +25 | Voorrondes Champions League           |
| 3   | Sporting Charleroi | 29  | 15 | 9  | 5  | 54  | 49 | 23 | +26 | Voorrondes Europa League              |
| 4   | Antwerp FC         | 29  | 15 | 8  | 6  | 53  | 49 | 32 | +17 | Groepsfase Europa League              |
| 5   | Standard Luik      | 29  | 14 | 7  | 8  | 49  | 47 | 32 | +15 | Voorrondes Europa League              |
| 6   | KV Mechelen        | 29  | 13 | 5  | 11 | 44  | 46 | 43 | +3  |                                       |
| 7   | KRC Genk           | 29  | 13 | 5  | 11 | 44  | 45 | 42 | +3  |                                       |
| 8   | RSC Anderlecht     | 29  | 11 | 10 | 8  | 43  | 45 | 29 | +16 |                                       |
| 9   | SV Zulte Waregem   | 29  | 10 | 6  | 13 | 36  | 41 | 49 | −8  |                                       |
| 10  | Excel Moeskroen    | 29  | 9  | 9  | 11 | 36  | 38 | 40 | −2  |                                       |
| 11  | KV Kortrijk        | 29  | 9  | 6  | 14 | 33  | 40 | 44 | −4  |                                       |
| 12  | STVV               | 29  | 9  | 6  | 14 | 33  | 33 | 50 | −17 |                                       |
| 13  | KAS Eupen          | 29  | 8  | 6  | 15 | 30  | 28 | 51 | −23 |                                       |
| 14  | Cercle Brugge      | 29  | 7  | 2  | 20 | 23  | 27 | 54 | −27 |                                       |
| 15  | KV Oostende        | 29  | 6  | 4  | 19 | 22  | 29 | 58 | −29 |                                       |
| 16  | Waasland-Beveren   | 29  | 5  | 5  | 19 | 20  | 21 | 60 | −39 |                                       |

### Play-off II
Niet gespeeld.

### Beker van België
| Datum      | Ronde | Thuisploeg    | Bezoekers       | Score | Doelpunten     |
| ---------- | ----- | ------------- | --------------- | ----- | -------------- |
| 24-09-2019 | 1/16e | Cercle Brugge | RUS Rebecquoise | 0–1   | 0–1 Cyril Rosy |

## Records

### Meeste doelpunten
|                               | Naam          | Nationaliteit | Doelpunten |
| ----------------------------- | ------------- | ------------- | ---------- |
| 1                             | Stef Peeters  | België        | 6          |
| 2                             | Kévin Hoggas  | Frankrijk     | 5          |
| 3                             | Idriss Saadi  | Algerije      | 3          |
| 4                             | Alimami Gory  | Frankrijk     | 2          |
| 5                             | Negen spelers |               | 1          |
| Bron: Belgian Soccer Database |               |               |            |
| Bijgewerkt op 26 april 2020   |               |               |            |